# Switchel

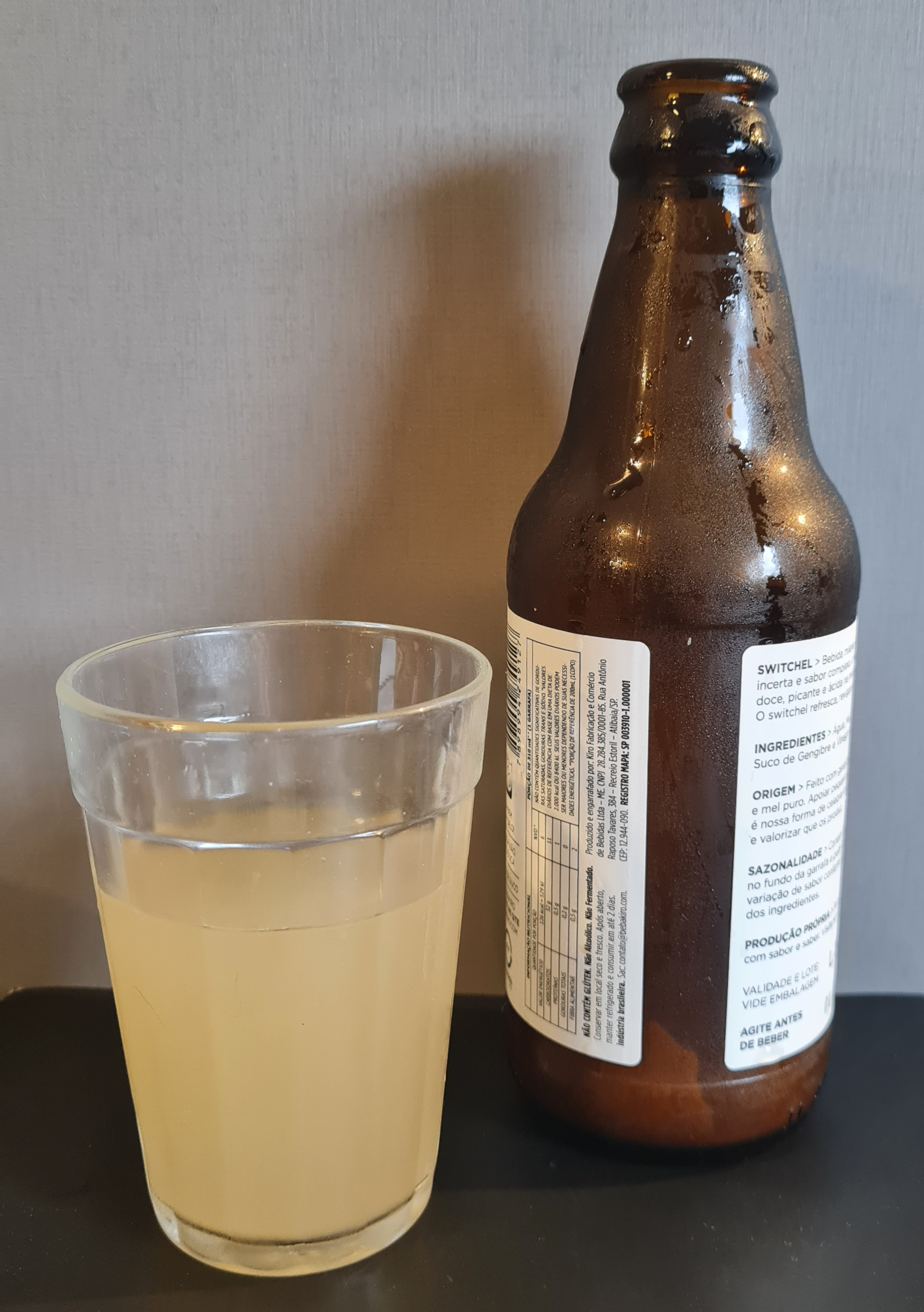
Copo e garrafa de switchel

Switchel, switzel, swizzle, ou ponche de feno é uma bebida feita de água misturada com vinagre e geralmente temperada com gengibre. Geralmente é adoçado com melaço, embora mel, açúcar, açúcar mascavo ou xarope de bordo sejam às vezes usados no lugar. No estado americano de Vermont, farinha de aveia e suco de limão às vezes eram adicionados à bebida.
O switchel teve sua origem no Caribe, mas a Nova Inglaterra também detém o crédito como a fonte do switchel, e se tornou uma bebida popular de verão nas colônias americanas no final do século XVII. No século 19, tornou-se uma bebida tradicional para servir aos agricultores na época da colheita do feno, daí o apelido de ponche do feno. Herman Melville escreveu em I and My Chimney: "Darei a um viajante uma xícara de switchel, se ele quiser; mas devo fornecer-lhe um sabor doce?" Em O longo inverno, Laura Ingalls Wilder descreve uma bebida parecida com um switchel que sua mãe mandou chamar Laura e seu pai para beberem durante a colheita do feno: "Mamãe mandou água com gengibre para eles. Ela havia adoçado a água fria do poço com açúcar, temperado com vinagre e colocado bastante gengibre para aquecer os estômagos para que pudessem beber até não sentirem sede. Água com gengibre não os deixaria doentes, como a água fria pura faria quando eles estavam tão quentes. "
O médico de Vermont DC Jarvis recomendou uma bebida semelhante (uma mistura de mel e vinagre de cidra), que ele chamou de "honegar".
Também tem sido usado nos últimos anos como base em coquetéis alcoólicos ou como misturador.